# The End of the Line: How Overfishing Is Changing the World and What We Eat
The End of The Line: How Overfishing Is Changing the World And What We Eat (en català, "El final de la línia: Com la sobrepesca està canviant el món i el que mengem") és un llibre del periodista Charles Clover sobre la sobrepesca. Clover, un editor de medi ambient del Daily Telegraph (Londres), descriu com la pesca moderna està destruint els ecosistemes de l'oceà. Conclou que l'actual consum a nivell mundial de peix a nivell és insostenible. El llibre proveeix de dades sobre la sobrepesca en alguns dels hàbitats oceànics mundials més crítics, com els terrenys de pesca de Nova Anglaterra, les costes de l'oest d'Àfrica, els terrenys europeus del nord de l'Atlàntic, i l'oceà al voltant del Japó. El llibre conclou amb suggeriments sobre com les nacions mundials haurien de començar a pescar a l'oceà de manera sostenible.

## Ressenyes
Daniel Pauly, professor de Pesca a la Universitat de la Colúmbia Britànica, analitzant el llibre per al Times Higher Education Supplement, va lloar l'obra: "Entretén, indigna i és un llibre de lectura obligada per a aquells que es preocupen pel mar i els seus habitants, o fins i tot per la nostra oferta de mariscos." El diari britànic The Independent el va anomenar "persuasiu i desesperadament pertorbador, "l'equivalent marítim de Primavera silenciosa...".
Si bé ha estat àmpliament analitzat al Regne Unit, el llibre ha rebut poca atenció en els Estats Units. De tota manera, va ser destacat a la portada de la National Geographic Magazine.

## Adaptació
L'ha estat adaptat a un documental amb el mateix nom, que serà publicat per Participant Media el 2009.